# Johnny Torssell
Johnny Torssell, född 1961, är en svensk teknisk analytiker. Han skrivit flera böcker inom området. Bland annat boken "Teknisk analys med Johnny Torssell". Han jobbar för närvarande[när?] som teknisk analytiker hos Carnegie.